# Byron Stingily (cantante)
Byron Stingily, all'anagrafe Byron Stingley (Chicago, 17 marzo 1950), è un cantante statunitense, noto per la voce falsetto e soprattutto per un paio di successi della fine degli anni 90 : Get Up (Everybody) e You Make Me Feel (Mighty Real), ottenuta campionando l'omonimo successo di Sylvester del 1978.

## Biografia

### Carriera
Dopo i due successi menzionati sopra, iniziò la collaborazione col gruppo Ten City, e nuovamente si issò al primo posto della classifica US col brano That's the way love is.
Nel 2021 si unì a Marshall Jefferson per produrre Be Free.

### Vita privata
Si è sposato con Sandra dalla quale ha avuto tre figli : l'atleta Byron Stingily, il poeta Diamond Stingily e il giocatore di calcio americano Cameron, che giocò con i Pittsburgh Steelers.

## Discografia

### Album
| Anno                         | Album        | Etichetta       | UK |
| ---------------------------- | ------------ | --------------- | -- |
| 1998                         | The Purist   | Nervous Records | 87 |
| 2000                         | Club Stories | Nervous Records | —  |
| "—" indica non classificato. |              |                 |    |

### Singoli
| 1996                         | Don't Fall in Love              | 41 | —  |
| 1996                         | Love You the Right Way          | 28 | —  |
| 1997                         | "Get Up (Everybody)"            | 1  | 14 |
| 1997                         | Flying High                     | 27 | —  |
| 1997                         | Sing a Song                     | 19 | 38 |
| 1998                         | You Make Me Feel (Mighty Real)  | 1  | 13 |
| 1998                         | Testify                         | 20 | 48 |
| 1999                         | That's the Way Love Is          | 1  | 32 |
| 2000                         | Why Can't You Be Real           | 9  | —  |
| 2000                         | Stand Right Up                  | 6  | —  |
| 2001                         | U Turn Me (featuring Leee John) | 10 | 99 |
| "—" indica non classificato. |                                 |    |    |